# Arevis
Arevis (en armenio: Արևիս, también romanizado como Aravus; anteriormente llamado Shaharshik, Shehirchik, y Sapar Ali) es un pueblo y comunidad rural (municipio) ubicado en la Provincia de Syunik', Armenia. Según el  Servicio Nacional de Estadísticas de Armenia (ARMSTAT) su población en 2011 era de 54 habitantes.